# Aulacodes obliquivitta
Aulacodes obliquivitta là một loài bướm đêm trong họ Crambidae.